# 第3屆「勁歌王」全球華人樂壇音樂盛典獲獎名單
第3屆「勁歌王」全球華人樂壇音樂盛典於2006年5月在廣州舉行。
以下為第3屆「勁歌王」得獎名單：

## 歌手獎項

### 勁歌王上王
- 郭富城

### 勁歌王
- 陳奕迅

### 勁歌后
- 容祖兒

### 最佳男歌手/女歌手/組合
| 最佳男歌手/女歌手/組合得獎名單 | 最佳男歌手/女歌手/組合得獎名單 | 最佳男歌手/女歌手/組合得獎名單 | 最佳男歌手/女歌手/組合得獎名單 |
| 地區                           | 最佳男歌手                     | 最佳女歌手                     | 最佳組合                       |
| ------------------------------ | ------------------------------ | ------------------------------ | ------------------------------ |
| 香港區                         | 劉德華                         | 何韻詩                         | Twins                          |
| 台灣區                         | 光良                           | 蔡依林                         | S.H.E                          |
| 內地區                         | 張敬軒                         | 韓紅                           | 水木年華                       |

## 歌曲獎項

### 勁歌王至尊金曲獎
- 《浮誇》——陳奕迅

### 勁歌K歌金曲
- 《大哥》——衛蘭

### 最受歡迎廣告歌
- 《雨裡同行》——戴夢夢

### 觀眾最喜愛華語歌曲獎
- 《約定》——光良

### 粵語金曲獎
- 容祖兒《越唱越強》
- 陳奕迅《浮誇》
- 劉德華《繼續談情》
- Twins《幼稚園》
- 薛凱琪《男孩像你》
- 麥浚龍《蒙》
- 衛蘭《大哥》
- 何韻詩《勞斯·萊斯》
- 古巨基《天才與白痴》
- 郭富城《親愛的》

### 國語金曲獎
- 張敬軒《過雲雨》
- 蔡依林《野蠻遊戲》
- 韓紅&許志安《相愛多年》
- S.H.E《不想長大》
- Twins《見習愛神》
- 劉德華《再說一次·我愛你》
- 陳慧琳《希望》
- 陳慧琳《童話》
- 謝霆鋒《勇者之歌》
- 郭富城《三岔口》

## 專輯獎項

### 最暢銷唱片大獎
- 《Bi-Heart》── 容祖兒

### 最佳專輯大獎
- 《釋放》── 謝霆鋒

## 個人獎項

### 傳媒大獎
- 陳奕迅（男）
- 容祖兒（女）
- Twins（組合）

### 最佳舞台演繹獎
- 鄭希怡

### 舞台至尊大獎
- 郭富城

### 最佳跳舞組合
- EO2

### 殿堂樂隊
- 達明一派

### 最佳搖滾大獎
- 夏韶聲
- 竹田和夫

### 最佳DJ歌手
- Radio Lady
- 林頤
- 葉文輝

### 最受歡迎演唱會
- 郭富城《飛越舞林演唱會》

### 勁歌王全能藝人獎
- 康晉榮

## 傑出青年歌手獎

### 台灣傑出青年歌手獎
- 羅志祥

### 香港傑出青年歌手獎
- 薛凱琪

### 廣東傑出青年歌手獎
- 張敬軒

### 內地傑出青年歌手獎
- 陳好

## 網絡人氣獎項

### 網絡人氣男歌手
- 吳浩康
- 葉世榮
- 周國賢

### 網絡人氣女歌手
- 李彩華
- 吳日言
- 鄧穎芝
- 李樂詩

### 網路人氣組合
- Cream
- BOY'Z
- FIR

## 創作人獎項

### 勁歌作曲王
- 伍樂城

### 勁歌作詞王
- 黃偉文

### 勁歌編曲王
- Gary Chan

### 勁歌唱作人王
- 光良
- 謝霆鋒

## 新人獎項

### 最佳新人獎（台灣）
- 男
  - 柯有倫（金）
- 女
  - 楊丞琳（金）
  - 郭美美

### 最佳新人獎（香港）
- 男
  - 應昌佑
  - 張繼聰
  - 方大同
  - 吳卓羲（金）
  - 關智斌（金）
- 女
  - 梁靖琪
  - 謝安琪
  - 衛蘭（金）

### 最佳新人獎（內地）
- 男
  - 苟偉
  - 陳尚實（金）
- 女
  - 廖雋嘉
  - 賈立怡
  - 陳好（金）

### 最佳新人組合
- Don&Mandy
- Krusty
- VOX
- Soler